# Dear Love: A Beautiful Discord
Dear Love: A Beautiful Discord är debutalbumet för gruppen The Devil Wears Prada som släpptes 22 augusti 2006.

## Låtlista
1. The Ascent
2. Gauntlet of Solitude
3. Dogs Can Grow Beards All Over
4. And the Sentence Trails Off...
5. Rosemary Had an Accident
6. Redemption
7. Swords, Dragons, and Diet Coke
8. Who Speaks Spanish? Colon Quesadilla
9. Texas is South
10. Modeify the Pronunciation
11. Salvation